# Royal Rumble (2011)
Royal Rumble (2011) foi um evento de wrestling profissional em formato pay-per-view produzido pela WWE, que ocorreu no dia 30 de janeiro de 2011 no TD Garden em Boston, Massachusetts. Esta foi a 24ª edição da cronologia do Royal Rumble.

## Antes do evento
Royal Rumble teve lutas de wrestling profissional de diferentes lutadores com rivalidades e storylines pré-determinadas que se desenvolveram no Raw, SmackDown e WWE Superstars — programas de televisão da WWE. Os lutadores interpretaram vilões ou "mocinhos" seguindo uma série de eventos para gerar tensão, culminando em uma ou várias lutas. No dia 21 de Janeiro a WWE anunciou em seu site que a Royal Rumble match teria pela primeira vez 40 participantes.

## Evento
A primeira luta da noite foi entre o World Heavyweight Champion Edge e o desafiante Dolph Ziggler, acompanhado de Vickie Guerrero. Durante a luta, sem poder usar o Spear, pois estava proibido, Edge usou muitos outros golpes como o Edgecution e o Super DDT.
A segunda luta da noite foi entre o WWE Champion The Miz e o desafiante Randy Orton, Orton dominou quase todo o combate, mas Alex Riley atacou Orton enquanto o árbitro estava distraído, conseguindo uma vantagem. No final da luta, o New Nexus interferiu, Riley tentou atacar Orton mas foi lançado por ele no grupo. A luta acabou quando Orton aplicou um RKO em The Miz, mas após isso, CM Punk aplicou um GTS em Orton e colocou The Miz em cima dele, o árbitro fez o pinfall e a luta acabou com a vitória de Miz.
A terceira luta foi um Fatal 4-Way entre a Divas Champion Natalya , Michelle McCool, Layla e Eve, a luta começou com a dupla LayCool dominando Eve e Natalya e acabou quando Eve aplicou um Moonsault em Layla, ganhando assim o título.
A quarta luta da noite foi a tradicional Royal Rumble que dessa vez teve 40 lutadores e contou com os retornos de Booker T e Kevin Nash, os oito últimos lutadores a ficar no ringue foram Ezekiel Jackson, Kane, Rey Mysterio, John Cena, Wade Barrett, Randy Orton, Santino Marella e Alberto Del Rio, durante a luta Jackson foi eliminado por Kane, após algum tempo Kane foi eliminado por Mysterio, e Cena acabou sendo eliminado durante a luta por The Miz, mesmo ele não estando no combate, Barrett foi eliminado por Randy Orton, a luta acabou quando Alberto Del Rio eliminou Randy Orton e por último Santino Marella.

## Resultados
| Nº                                          | Resultados                                                    | Estipulações                                                                                        | Tempo   |
| ------------------------------------------- | ------------------------------------------------------------- | --------------------------------------------------------------------------------------------------- | ------- |
| Dark                                        | R-Truth derrotou Curt Hawkins                                 | Luta individual por uma vaga no Royal Rumble                                                        | 4:20    |
| 1                                           | Edge (c) derrotou Dolph Ziggler (com Vickie Guerrero)         | Luta individual pelo World Heavyweight Championship; se Edge usa-se o Spear, ele perderia o título. | 20:46   |
| 2                                           | The Miz (c) (com Alex Riley) derrotou Randy Orton             | Luta individual pelo WWE Championship                                                               | 19:50   |
| 3                                           | Eve derrotou Natalya (c), Layla e Michelle McCool             | Luta Fatal 4-Way pelo WWE Divas Championship                                                        | 5:10    |
| 4                                           | Alberto Del Rio venceu ao eliminar por último Santino Marella | Luta Royal Rumble por uma luta por título mundial no WrestleMania XXVII                             | 1:09:11 |
| (c) – Refere-se aos campeões antes da luta. |                                                               | |         |

### Entradas e eliminações da Royal Rumble
Vermelho  ██ e "Raw" indicam lutadores do Raw, azul ██ e "SmackDown" indicam lutadores do SmackDown e branco e "AE" indicam aparições especiais (lendas e lutadores sem divisões).

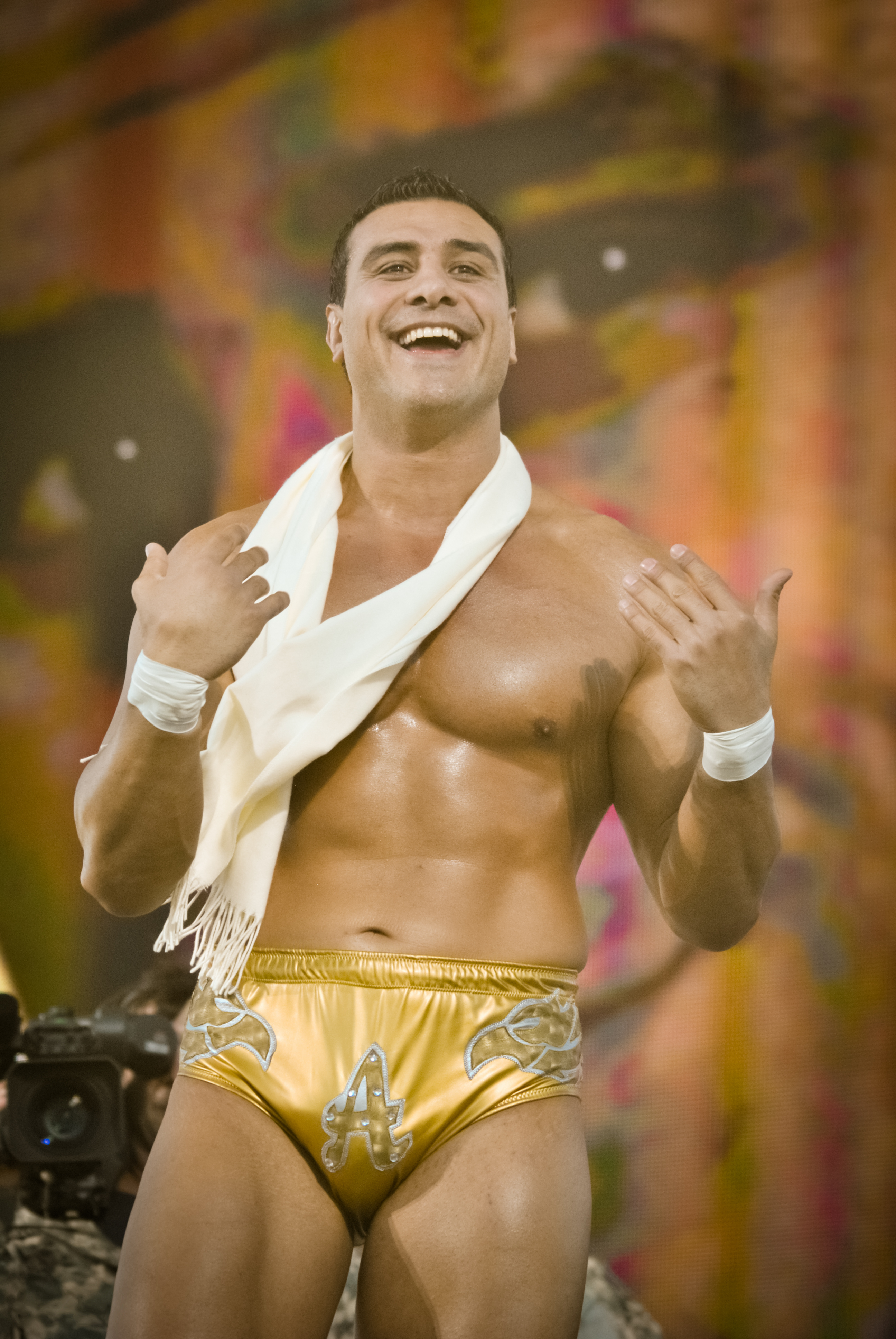
Alberto Del Rio, vencedor da luta Royal Rumble de 2011.

| Símbolo | Significado           |
| ------- | --------------------- |
| †       | Indica o menor tempo. |

↑The Miz que não estava participando do Royal Rumble Match, apareceu para eliminar John Cena
| #  | Lutador              | Divisão   | Ordem de Eliminaçao | Eliminado por                                              | Tempo   |
| -- | -------------------- | --------- | ------------------- | ---------------------------------------------------------- | ------- |
| 1  | CM Punk              | Raw       | 21                  | John Cena                                                  | 35:21   |
| 2  | Daniel Bryan         | Raw       | 08                  | CM Punk                                                    | 20:55   |
| 3  | Justin Gabriel       | SmackDown | 01                  | Daniel Bryan                                               | 00:58   |
| 4  | Zack Ryder           | Raw       | 02                  | Daniel Bryan                                               | 00:43   |
| 5  | William Regal        | Raw       | 03                  | Ted DiBiase                                                | 04:10   |
| 6  | Ted DiBiase          | Raw       | 07                  | McGillicutty e Harris                                      | 12:16   |
| 7  | John Morrison        | Raw       | 10                  | Husky Harris, Michael McGillicutty, David Otunga e CM Punk | 13:24   |
| 8  | Yoshi Tatsu          | Raw       | 05                  | Mark Henry                                                 | 05:35   |
| 9  | Husky Harris         | Raw       | 15                  | Khali                                                      | 15:48   |
| 10 | Chavo Guerrero       | SmackDown | 04                  | Mark Henry                                                 | 02:01   |
| 11 | Mark Henry           | Raw       | 11                  | Michael McGillicutty, Husky Harris, David Otunga, CM Punk  | 07:04   |
| 12 | JTG                  | SmackDown | 06                  | Michael McGillicutty                                       | 01:48   |
| 13 | Michael McGillicutty | Raw       | 20                  | John Cena                                                  | 15:07   |
| 14 | Chris Masters        | SmackDown | 09                  | CM Punk                                                    | 01:58   |
| 15 | David Otunga         | Raw       | 19                  | John Cena                                                  | 11:56   |
| 16 | Tyler Reks           | SmackDown | 12                  | CM Punk                                                    | 00:34 † |
| 17 | Vladimir Kozlov      | Raw       | 13                  | CM Punk                                                    | 00:40   |
| 18 | R-Truth              | Raw       | 14                  | CM Punk                                                    | 01:02   |
| 19 | The Great Khali      | Raw       | 16                  | Mason Ryan                                                 | 01:17   |
| 20 | Mason Ryan           | Raw       | 18                  | John Cena                                                  | 04:32   |
| 21 | Booker T             | AE        | 17                  | Mason Ryan                                                 | 01:08   |
| 22 | John Cena            | Raw       | 36                  | The Miz                                                    | 34:17   |
| 23 | Hornswoggle          | SmackDown | 24                  | Sheamus                                                    | 09:39   |
| 24 | Tyson Kidd           | Raw       | 22                  | John Cena                                                  | 00:53   |
| 25 | Heath Slater         | SmackDown | 23                  | John Cena                                                  | 00:57   |
| 26 | Kofi Kingston        | SmackDown | 31                  | Randy Orton                                                | 24:04   |
| 27 | Jack Swagger         | SmackDown | 25                  | Rey Mysterio                                               | 04:41   |
| 28 | King Sheamus         | Raw       | 32                  | Randy Orton                                                | 18:16   |
| 29 | Rey Mysterio         | SmackDown | 35                  | Wade Barrett                                               | 19:07   |
| 30 | Wade Barrett         | SmackDown | 37                  | Randy Orton                                                | 22:23   |
| 31 | Dolph Ziggler        | SmackDown | 27                  | Big Show                                                   | 07:12   |
| 32 | Diesel               | AE        | 26                  | Barrett                                                    | 02:45   |
| 33 | Drew McIntyre        | SmackDown | 28                  | Big Show                                                   | 04:46   |
| 34 | Alex Riley           | Raw       | 30                  | John Cena e Kofi Kingston                                  | 02:50   |
| 35 | Big Show             | SmackDown | 29                  | Ezekiel Jackson                                            | 01:30   |
| 36 | Ezekiel Jackson      | SmackDown | 33                  | Kane                                                       | 07:17   |
| 37 | Santino Marella      | Raw       | 39                  | Alberto Del Rio                                            | 12:54   |
| 38 | Alberto Del Rio      | SmackDown | Vencedor            | -                                                          | 09:33   |
| 39 | Randy Orton          | Raw       | 38                  | Alberto Del Rio                                            | 08:18   |
| 40 | Kane                 | SmackDown | 34                  | Rey Mysterio                                               | 01:36   |